# Sur (Švýcarsko)
Sur je bývalá samostatná obec ve švýcarském kantonu Graubünden, okrese Albula. Žije zde 87 obyvatel.
K 1. lednu 2016 se na základě výsledku hlasování Sur sloučil spolu s dalšími obcemi v údolí Oberhalbstein do nové obce Surses.

## Geografie

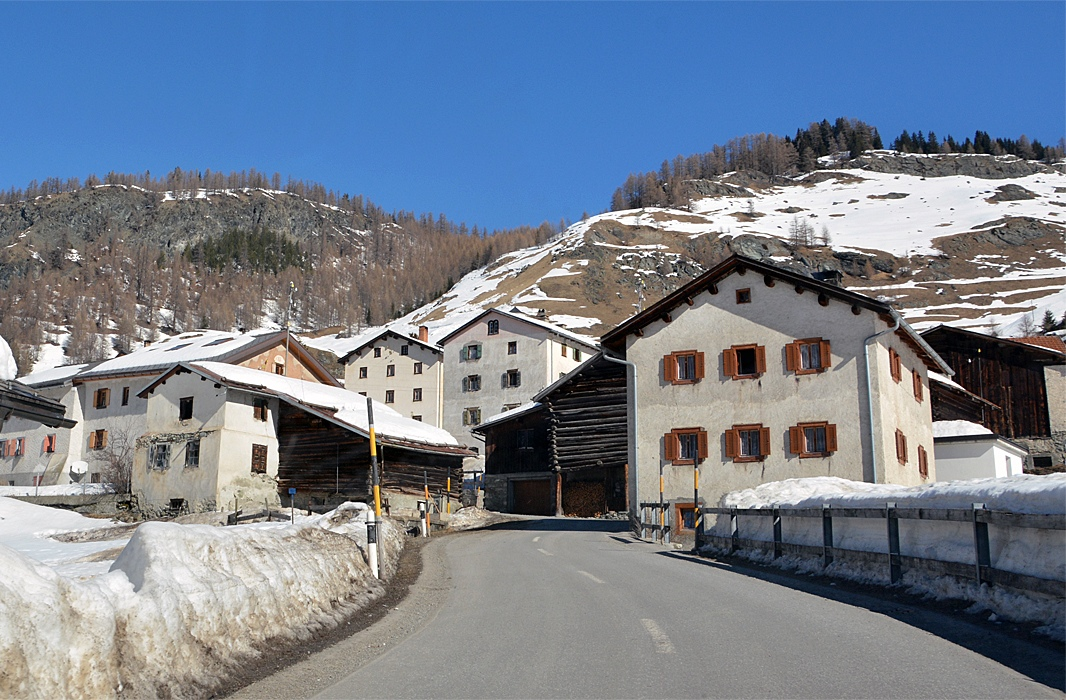
Centrum vesnice

Sur leží na silnici z Tiefencastelu do Silvaplany (silnice přes průsmyk Julierpass). Dolní část vesnice Furnatsch leží přímo u silnice, hlavní část bývalé obce asi 50 metrů nad ní. K Sur patří také alpská pastvina Alp Flix ve výšce 2000 m. Nejvyšším bodem je hora Piz Calderas, vysoká 3397 m.

## Historie
Věž Spliatsch, postavená na počátku 13. století pány z Marmels, se dochovala jako zřícenina. Do roku 1850 patřil Sur k vrchnímu soudu Oberhalbstein v Gotteshausbundu. Německy mluvící Walserové, kteří se po roce 1200 přistěhovali do Flixu, byli romanizováni. Na základech středověkého kostela sv. Bartoloměje postavili kapucíni v roce 1663 barokní kostel sv. Kateřiny (S. Catregna).
Před rokem 1950 byl Sur zemědělskou vesnicí, kde se obyvatelé od středověku až do roku 1900, kdy byla v roce 1903 otevřena Albulská dráha, věnovali vedlejší výdělečné činnosti jako vozkové v horském průsmyku. Lesnictví v obci nemělo velký význam, protože Sur leží na hranici lesa a nad ní. Výstavba přehrady Marmorera elektrárnou města Curych vedla k krátkodobému nárůstu počtu obyvatel. S rozvojem cestovního ruchu v Biviu a Savogninu se v tomto odvětví otevřely nové možnosti výdělku. Od roku 1845 měl Sur vlastní školu, v letech 1975–2006 provozoval základní školu společně s obcemi Marmorera a Mulegns. Od roku 1963 navštěvují žáci střední školu v Savogninu, od roku 2006 základní školu v Biviu.

## Obyvatelstvo

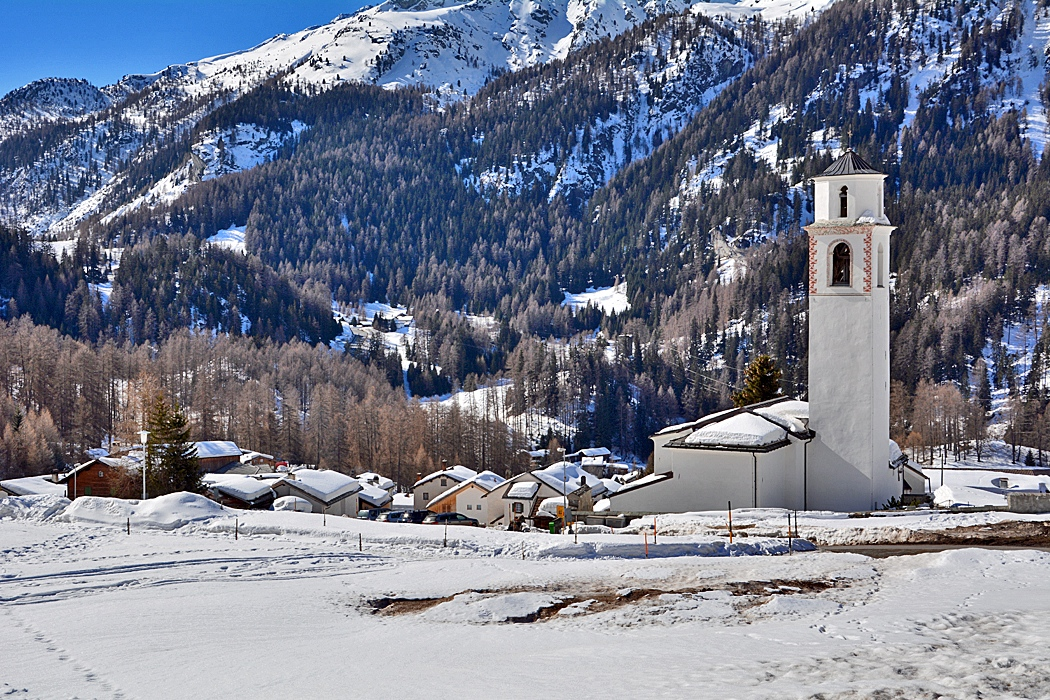
Kostel sv. Kateřiny

| Rok            | 1850 | 1900 | 1950 | 1980 | 1990 | 2000 | 2005 | 2014 |
| Počet obyvatel | 163  | 178  | 227  | 112  | 87   | 93   | 84   | 68   |

### Jazyky
Původním jazykem místních obyvatel je surmiran, regionální dialekt rétorománštiny. V roce 1880 jím hovořilo 99,3 % obyvatel, v roce 1941 97,4 %. Poté podíl rétorománštiny postupně klesal až na 75,86 % v roce 1990. Od té doby se jazyková situace stabilizovala. Vývoj v uplynulých desetiletích ukazuje následující tabulka:
| Jazyky v Sur   |                   |                   |                   |                   |                   |                   |
| Jazyk          | Sčítání lidu 1980 | Sčítání lidu 1980 | Sčítání lidu 1990 | Sčítání lidu 1990 | Sčítání lidu 2000 | Sčítání lidu 2000 |
| Jazyk          | Počet             | Podíl             | Počet             | Podíl             | Počet             | Podíl             |
| Němčina        | 5                 | 4,46 %            | 12                | 13,79 %           | 20                | 21,51 %           |
| Rétorománština | 94                | 83,93 %           | 66                | 75,86 %           | 70                | 75,27 %           |
| Italština      | 4                 | 3,57 %            | 5                 | 5,75 %            | 3                 | 3,23 %            |
| Počet obyvatel | 112               | 100 %             | 87                | 100 %             | 93                | 100 %             |

## Doprava
Sur leží na hlavní silnici č. 3 z Churu přes Lenzerheide a průsmyk Julierpass do Engadinu. Na této trase jezdí také autobusová linka Postauto, obsluhující obec.